# Shabika Gajnabi
Shabika Gajnabi (* 14. Juli 2000 in Corentyne, Berbice, Guyana) ist eine guyanische Cricketspielerin, die seit 2019 für das West Indies Women’s Cricket Team spielt.

## Aktive Karriere
Ihr Debüt in der Nationalmannschaft gab sie im September 2019 bei der Tour gegen Australien, wobei sie ihr erstes WODI und WTwenty20 bestritt. In der Folge erhielt sie jeweils einzelne Einsätze im Team. Im Februar 2023 wurde sie für den Kader beim ICC Women’s T20 World Cup 2023 nominiert. Dort absolvierte sie alle vier Spiele ihrer Mannschaft und konnte unter anderem gegen Indien 15 Runs erreichen.